# 柿本奨
柿本 奨（かきもと つとむ、”奬”と書く場合もあり、1915年11月30日 - 2000年5月）は、国文学者。大阪大学・追手門学院大学名誉教授。専門は中古文学。

## 経歴
大阪府岸和田市生まれ。岸和田中学校（現：大阪府立岸和田高等学校）、大阪高等学校卒、1938年京都帝国大学文学部国文科卒。大阪市立岡第二商業学校（現：大阪市立市岡商業高等学校）教諭、熊本師範学校教授、大阪第一師範学校教授、二度応召。戦後、大阪学芸大学助教授、67年校名変更で大阪教育大学教授、大阪大学教養部教授、79年定年退官、名誉教授、追手門学院大学教授。同名誉教授。

## 著書
- 『古典と私たち 少国民文化読本 6』西日本新聞社 1947
- 『蜻蛉日記全注釈』角川書店 日本古典評釈全注釈叢書 1966
- 『大和物語の注釈と研究』武蔵野書院 1981
- 『落窪物語注釈』笠間書院 笠間注釈叢刊 1991

### 校注など
- 『蜻蛉日記 本文篇』玉上琢弥共編、古典文庫 1961
- 『落窪物語』校注 角川文庫 1971

## 参考
- 『蜻蛉日記全注釈』月報の著者紹介
- 「柿本奨教授略歴（柿本奨教授を送る）」語文 1979-04